# Wilhelm Erfurt
Wilhelm Friedrich Erfurt (* 29. Dezember 1930 in Schwelm) ist ein deutscher Tapetenfabrikant.

## Leben und Wirken
Wilhelm Erfurt war Inhaber der auf die Tapetenherstellung spezialisierten Papierfabrik Erfurt & Sohn und leitete bis 1998 das Familienunternehmen in sechster Generation. Unter seiner Führung entwickelte sich das Unternehmen zur bekanntesten Tapetenmarke Deutschlands. 1969 stellte er den Vertrieb komplett um und führte die markante grüne Banderole für alle Produkte ein. 1995 wurde Erfurt-Raufaser als Warenzeichen eingetragen. Als Unternehmer setzte er sich für das Bereitstellen von Werkwohnungen, „Sommerfrische“-Projekte für die Kinder von Firmenangehörigen, die Gründung von Betriebssportgruppen sowie eines Unterstützungsvereins für in Not geratene Mitarbeiter ein.
Neben seiner Unternehmertätigkeit engagierte sich Wilhelm Erfurt auch auf politischem und gesellschaftlichen Gebiet. U.a. war er zeitweise stellvertretender Bürgermeister (CDU) der Stadt Schwelm und Vorstandsmitglied vieler Schwelmer Vereine, u. a. des Verschönerungsvereins, des Vereins für Heimatkunde und des Hegerings.

## Stiftung
1996 gründete er die Wilhelm-Erfurt-Stiftung für Kultur und Natur Schwelm, welche u. a. verschiedene wissenschaftliche Untersuchungen über die Tier- und Pflanzenwelt der Region unterstützt. Außerdem finanzierte er mit seiner Stiftung die Herausgabe einiger regionalgeschichtlicher Publikationen. Erfurt gehörte zudem zu den Unterstützern des Projektes „Jedem Kind ein Instrument“ und förderte die Denkmalpflegearbeiten am Haus Martfeld, am Haferkasten im Park, der Kapelle sowie die Restaurierung mehrerer wertvoller Schriften der Historischen Bibliothek.

## Ehrungen
Bundespräsident Walter Scheel verlieh ihm 1978 das Bundesverdienstkreuz am Bande. Am 5. September 2006 wurde Erfurt durch NRW-Ministerpräsident Jürgen Rüttgers das Große Verdienstkreuz des Verdienstordens der Bundesrepublik Deutschland "für sein „soziales Engagement, innovativen Geist und eine Haltung, die Selbstbestimmung und Verantwortung vorbildlich miteinander verbindet“ überreicht. Außerdem wurde er im selben Jahr zum Ehrenbürger seiner Heimatstadt Schwelm ernannt. Dazu erhielt er 2017 den Verdienstorden des Landes Nordrhein-Westfalen von der damaligen Ministerpräsidentin, Hannelore Kraft, überreicht.